# Jason Peninsula
Jason Peninsula (hiszp. Península Jason) – duży, górzysty półwysep o nieregularnym kształcie, położony na wschodnim wybrzeżu Ziemi Grahama, obejmujący kilka w większości pokrytych śniegiem szczytów oraz dziesiątki nunataków. Ma około 60 km długości i od 3 do 16 km szerokości. Wznosi się stromo ponad Lodowiec Szelfowy Larsena, osiągając wysokość 1555 m n.p.m., a jego linia brzegowa jest postrzępiona przez kilka żlebów. Rozciąga się od wąskiego przesmyku na wschód od kopuły lodowej Medea Dome do przylądku Cape Framnes. Po raz pierwszy został zaobserwowany od strony morza 1 grudnia 1893 roku przez norweską ekspedycję pod dowództwem Carla Antona Larsena, który nazwał jeden ze szczytów Mount Jason na cześć swojego statku. Larsen znajdował się zbyt daleko od lądu, by szczegółowo zmapować ten obszar, jednak w 1902 roku Szwedzka Wyprawa Antarktyczna pod dowództwem Otto Nordenskjölda obserwowała ten teren ze wzniesienia Borchgrevink Nunatak i stwierdziła, że szczyty zauważone przez Larsena są oddzielone od stałego lądu. Odkrycie Larsena zaczęto więc nazywać Jason Island, ale w 1955 roku brytyjska ekspedycja Falkland Islands Dependencies Survey ustaliła, że jest to duży półwysep.